# Калмарска уния
Калмарската уния е поредица от лични унии, започнали през 1397 г. и обединяващи трите кралства на Дания, Норвегия и Швеция под властта на датската кралица Маргрета I. На отделните части е даден суверинитет, но не и независимост. Проблемите в разпределянето на областите на влияние предизвикват бавно отслабване през 30-те години на XV в. и пълно разпадане на 6 юни 1523 г.

## Начало
Началото на унията е поставно от датската кралица Маргарета I (1353–1412), след разгрома на шведския крал Албрехт Мекленбургски. Загубата на подкрепа от шведската аристокрация и надигащите се бунтовнически вълни, подкрепени от датския и норвежки регент Маргарета I, са причината за победата над Албрехт Мекленбургски през 1389 г. Албрехт е неспособен да плати налога за освобождението си в размер от 60 000 сребърни марки и като компенсация е създаден съюз между Дания, Норвегия и Швеция в град Калмар.
За крал на новосъздадната уния е провъзгласен официално на 17 юни 1397 г. племенникът на Маргарета I - Ерик Померански. По време на неговото владение Калмарската уния е най-голямото кралство е Европа.

## Конфликти
Швеция е страдала от честите войни на Дания с Шлезвиг, Холщайн, Мекленбург и Померания заради затрудненията в експорта на шведско желязо към останалата част на континента. Друга основна конфликтна точка е централизацията на управлението на Калмарската уния в ръцете на Дания. Шведският кралски съветник заявява равнопоставеност в рамките на самоуправление. Единството на съюза се нарушава през периода на 30-те години на XV в., а напрежението нараства дори до точка на въоръжена съпротива (Енгелбрехтски бунт).
Бунтовническите вълни са причина за навлизането на датски войски в Швеция. Ерик Померански е детрониран (1438-1439) и заменен от бездетния Кристофър Баварски. След смъртта на Кристофър през 1448 г., Швеция издига Карл VIII като крал на унията, с намерението за запазване на единството, но под управлението на шведската корона. На следващата година Карл VIII е провъзгласен и за крал на Норвегия. Доминацията на Холщайн над обединеното шведско и норвежко влияние в унията водят до решението на датския кралски съветник да провъзгласи Кристиан I Олденбургски за крал на Калмарската уния. Следващите седем десетилетия съюзът е разкъсван от постоянни войни между Дания и Швеция.
Завземане на Швеция от датския крал Кристиан II и последвалата Стокхолмска кървава баня през 1520 водят до нови бунтове от шведска страна. След успешен опит за изтласкване на датчаните от шведските земи през 1521 краят на унията е бил предизвестен.

## Разпадане
След множество бунтове и войни през 1520 и 1521 г., запазването на единството е било невъзможно. Калмарската уния просъществува до 6 юни 1523, когато е декларирана независимостта на Швеция с провъзгласяването на Густав Васа за крал. Тази дата се смята основаването и обединението на съвременна Швеция.

## Празнуване
От 2005 г. 6 юни е въведен като национален празник на Швеция. Преди тази дата денят е честван с тържество в Стокхолм, на което шведския крал Густав XVI е раздавал флагове на различни организации в Швеция.

#### Юбилеи
600-тната годишнина от Калмарската уния е чествана в град Калмар с официалното присъствие на държавните глави на Дания, Швеция, Норвегия, Исландия и Финландия.